# Raion d'Ogre
El raion d'Ogre (letó: Ogres rajons) era un dels 26 raions en els quals es dividia Letònia fins a la reforma administrativa i territorial promulgada el 2009.